# Jean-Paul Dubois
Jean-Paul Dubois (Tolosa 1950) periodista i escriptor francès. Premi Goncourt de l'any 2019 per la seva obra "Tous les hommes n'habitent pas le monde de la même façon".

## Biografia
Jean Paul Dubois va néixer el 20 de febrer de 1950 a Tolosa de Llenguedoc. Va fer estudis de sociologia. Com a periodista ha treballat en la secció d'esports del diari "Sud Ouest" editat a Burdeus, i al "Matin de Paris" i posteriorment durant quinze anys, com a corresponsal als Estats Units de "Le Nouvel Observateur". El seu coneixement i la seva experiència estatunidenca ha quedat plasmada en algunes de les seves obres com, "L'Amérique m'inquiète" (1996) o "Jusque-là tout allait bien en Amérique" (2002).
Jean-Paul Dubois ha publicat quinze novel·les, un assaig, dues col·leccions de relats breus i dues col·leccions d'articles. Va prologar un llibre de fotografies dels pins de Bristlecone, de quatre mil·lennis, els arbres més antics del món.
Va començar a tenir una certa notorietat en el camp literari quan el 2004 va rebre el Premi Femina i el premi FNAC per la seva obra "Une vie française".

### Premis
- 1991: Premi d'Humor negre Xavier Forneret, per Vous aurez de mes nouvelles.
- 1996: Premi France Télévisons per Kennedy et moi
- 2004: Premi Femina i Premi de novel·la Fnac per Una vie française
- 2012: Premi Alexandre-Vialatte per Le Cas Sneijder
- 2019: Premi Goncourt per Tous les hommes n'habitent pas le monde de la même façon

### Adaptacions cinematogràfiques
- 1963: Le Condamné (curt-metratge) dirigida per Xavier Giannoli
- 1999: Kennedy et moi, dirigida per Sam Karmann
- 2009: Vous plaisantez, monsieur Tanner, adaptació com a telefilm "En chantier, monsieur Tanner" de Stefan Liberski
- 2016: Le Cas Sneijder adaptada al cinema per Thomas Vincent amb el títol de La Nouvelle Vie de Paul Sneijder